# Bloque Independentista de Cuchas
El Bloque Independentista de Cuchas (BIC) (en castellano, Bloque Independentista de Izquierdas) es una coalición española formada por un partido y varias organizaciones de la izquierda independentista de Aragón: la organización juvenil Purna, el Sindicato Obrero Aragonés, el Centro Social Autochestionau A Enrestida, la organización feminista A Clau Roya (La Clave Roja), el colectivo universitario Universidat (antes Unibersidá) y el partido político Puyalón. Se creó en 2007 con la intención de unir a las organizaciones independentistas aragonesas en un mismo bloque que permitiera afrontar con más garantías su lucha por la independencia y el socialismo para Aragón.
El partido Estau Aragonés, que era miembro fundador de la coalición, fue expulsado de la misma en septiembre de 2008 debido a la existencia fuertes discrepancias con el resto de las organizaciones del bloque. Su organización juvenil, sin embargo, acabó fusionándose con Chobenalla Aragonesista para formar Purna.
Desde que se creó el Bloque, han realizado varios actos como jornadas sobre sindicalismo, manifestaciones en favor de la independencia y el socialismo para Aragón, participación en plataformas, barras y actividades alternativas durante las Fiestas del Pilar, la Cincomarzada, el Día de Aragón, etc.
En las últimas elecciones al Parlamento Europeo de 2009 mostró su apoyo a la candidatura de Iniciativa Internacionalista - La Solidaridad entre los Pueblos. Esta candidatura obtuvo 957 votos (0,21% de los votos emitidos) en todo Aragón.